# مؤسسه لکسینگتون
موسسه لکسینگتون یک اتاق فکر دفاعی و امنیتی است که دفتر مرکزی آن در آرلینگتون ، ویرجینیا قرار دارد.

## پیشینه
در سال ۱۹۹۸ توسط نماینده سابق ایالات متحده جیمز کورتر ، دستیار سابق کنگره  مریک مک کری ،  و استاد سابق دانشگاه جورج تاون لورن بی تامپسون که بترتیب رئیس ، مدیر اجرایی و مدیر عامل هستند ، تأسیس شد.   این موسسه گاهی اوقات محافظه کار توصیف می شود.